# Daan Holst
Daan Holst (* 16. Februar 1945 in Amsterdam; † 25. November 2014 in Varsenare) war ein niederländischer Radrennfahrer.

## Sportliche Laufbahn
Holst war im Straßenradsport aktiv. Als Amateur holte er 1965 einen Etappensieg in der Rumänien-Rundfahrt, die er als bester Niederländer auf dem 6. Platz beendete. 1967 gewann er eine Etappe in der Olympia’s Tour und wurde 22. in der Tour de l’Avenir.
Von 1968 bis 1978 war er Berufsfahrer. 1968 siegte er in der Ronde van Midden Nederland vor Frits Hoogerheide.